# Tramway d'Orel

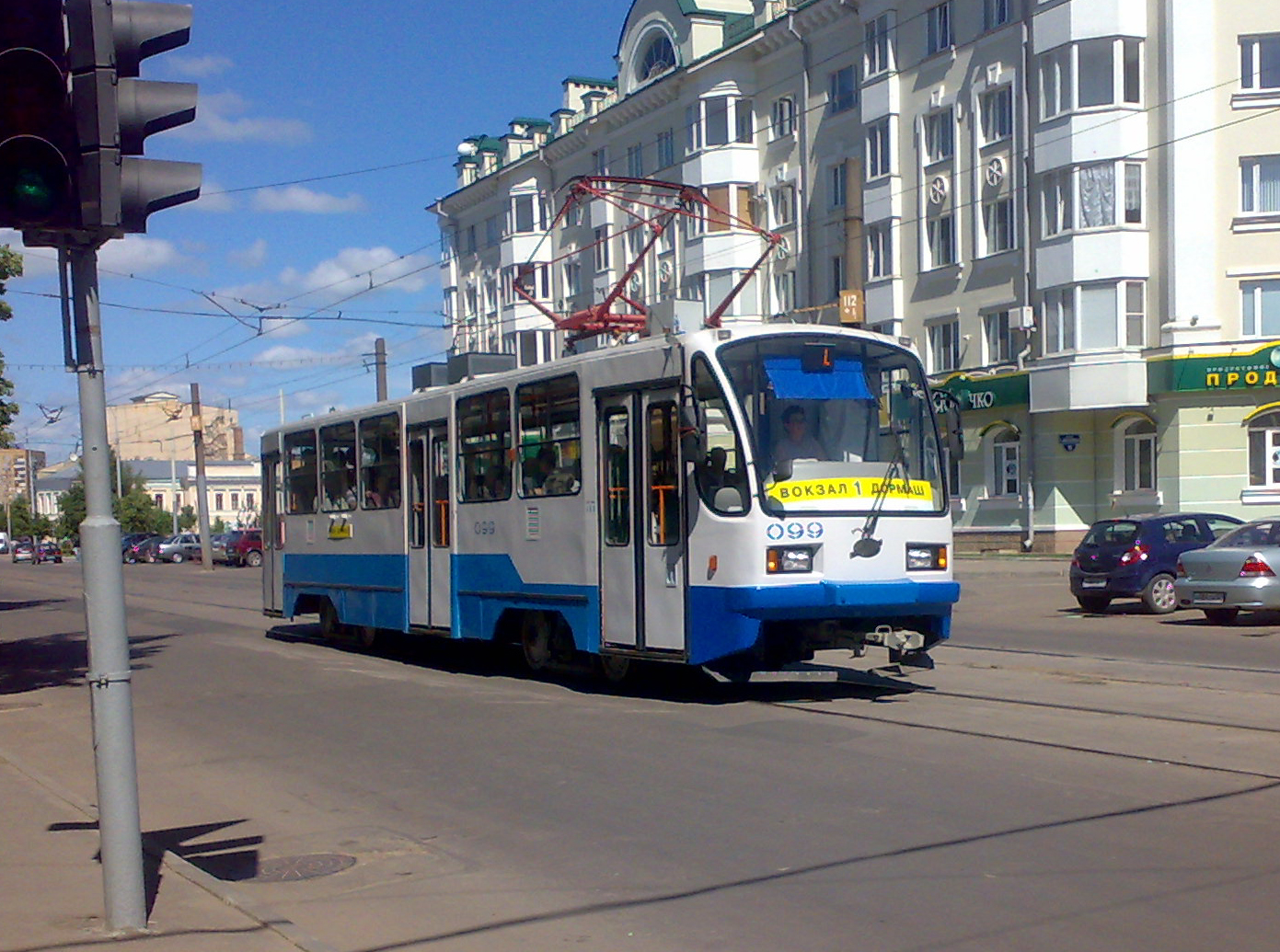
Rame du tramway d'Orel

Le tramway d'Orel est le réseau de tramways de la ville d'Orel, capitale administrative de l'oblast d'Orel, en Russie. Le réseau comporte trois lignes pour environ 40 kilomètres de voies, mais comportait quatre lignes jusqu'en 2008. Le réseau est officiellement mis en service le 3 novembre 1898.